# Посселт, Рут Пирс
Рут Пирс Посселт (англ. Ruth Pierce Posselt; 6 сентября 1911, Медфорд, штат Массачусетс — 19 февраля 2007, Галфпорт, штат Флорида) — американская скрипачка. Жена скрипача Ричарда Бургина, мать переводчицы Дианы Бургин и писателя Ричарда Бургина.
Училась у Эммануэля Ондржичека. В 1925 г. удостоилась одобрительной рецензии в «Нью-Йорк Таймс», отмечавшей «удивительный талант» юной скрипачки. В 1928 г. дебютировала с оркестром под управлением Вальтера Дамроша, исполнив скрипичный концерт Чайковского. Продолжила обучение в Париже у Жака Тибо. В начале 1930-х гг. гастролировала во Франции, Нидерландах, Скандинавии, СССР, в 1935 г. предприняла первые гастроли по США. В 1937 г. выступала в Белом доме перед президентом Франклином Рузвельтом.
С именем Посселт связан ряд значительных премьер в истории американской музыки. В 1939 г. она впервые исполнила скрипичный концерт Эдуарда Бёрлингейма Хилла, в 1940 г. — написанный для неё Концерт для скрипки с оркестром № 1 Уолтера Пистона, в 1943 г. — скрипичный концерт Владимира Дукельского (с Бостонским симфоническим оркестром под управлением Сергея Кусевицкого), в 1944 г. — Сонату для скрипки и фортепиано Аарона Копленда (вместе с композитором), наконец, в 1949 г. — вторую редакцию скрипичного концерта Сэмюэла Барбера.
Начиная с 1958 г. Посселт часто выступала в дуэте с пианисткой Луизой Восгерчян. В 1963—1978 гг. преподавала во Флоридском университете.
Тройной альбом архивных записей Посселт, включающий концерты Чайковского, Бёрлингейма Хилла и Барбера, а также Хиндемита и Хачатуряна, с добавлением ряда камерных пьес, был выпущен в 2007 г.
Скрипачке посвящена «Думка» для скрипки и фортепиано (1931) Ч. В. Рыхлика.